# Aplasta squamata
Aplasta squamata là một loài bướm đêm trong họ Geometridae.